# Горбенко Олександр Олександрович
Олекса́ндр Олекса́ндрович Горбе́нко (07 березня 1992 — 19 липня 2021) — солдат 10-ї окремої гірсько-штурмової бригади Збройних Сил України, учасник російсько-української війни.

## Життєпис
Народився 7 березня 1992 року у Кривому Розі.
Був активним учасником Революції гідності, а після початку агресії РФ долучився до Самооборони Кривого Рогу. Входив до Степової сотні Інгульської паланки Війська запорозького низового. Разом із побратимами створював блокпости навколо міста для захисту від можливого вторгнення російських військ, брав участь в охороні залізничного вокзалу, патрулював вулиці. Навчив побратимів прийомчиків тайського боксу, яким займався.
Підписав контракт з ЗСУ, 8-й окремий полк спеціального призначення. У 8 полку спецпризначення відслужив три роки. Після завершення контракту спробував повернутися до мирного життя. Влаштувався на Криворізький металургійний комбінат «Арселор-Міттал». Проте захворів на COVID-19. Хвороба перебігала досить тяжко і дала низку ускладнень. Після реабілітації Олександр знову підписав контракт і вирушив на війну разом із 10-ю окремою гірсько-штурмовою бригадою, яка саме заходила на ротацію на Горлівський напрямок. Служив старшим стрільцем.
Близько 21.30 вечора 15 липня 2021 року під час ворожого обстрілу 122-мм мінометами смт Нью-Йорк (кол. смт Новгородське) Бахмутського району на Донеччині отримав вибухову травму та важкі опіки (було уражено 40 відсотків тіла). Йому було надано першу медичну допомогу й терміново доставлено санавіацією до опікового центру лікарні швидкої медичної допомоги в Харкові. Помер на світанку, близько 3.30, 19 липня 2021 року.
Похований 21 липня на Центральному кладовищі Кривого Рогу.
Залишились мати, вітчим, зведена сестра та донька.

## Нагороди та вшанування
- Указом Президента України № 576/2021 від 15 листопада 2021 року, «за особисту мужність, виявлену у захисті державного суверенітету та територіальної цілісності України, сумлінне і бездоганне служіння Українському народові», нагороджений орденом «За мужність» III ступеня (посмертно)[1].